# Carisma
El término carisma (del griego χάρισμα khárisma, y este de χαρίζεσθαι kharízesthai, ‘agradar, hacer favores’) indica en el campo de la sociología una capacidad personal para atraer o fascinar, y en el campo religioso y de la mística cristiana un don gratuito concedido por Dios a algunas personas para el bien del conjunto. En teología cristiana, el término carisma aparece como el don espiritual (carisma) que es una dotación con un poder extraordinario otorgado por el Espíritu Santo.
En los campos de la sociología y la ciencia política, la psicología y la gestión el término carismático describe un tipo de liderazgo.

## Etimología
La palabra inglesa charisma deriva del griego antiguo χάρισμα (chárisma), que denota un «favor concedido gratuitamente» y el «don de la gracia». El término singular y el término plural χαρίσματα (charismata) derivan ambos de la palabra χάρις (charis), que significa gracia y encanto. En la praxis religiosa, los griegos antiguoss atribuían carisma de personalidad a su panteón de dioses y diosas, por ej. g. atribuyendo encanto, belleza, naturaleza, creatividad y fertilidad al individuo Charites (Χάριτες). En teología y sociología, las denotaciones de la palabra carisma se expandieron desde la definición griega antigua a las connotaciones de carisma divinamente conferido y de carisma de la personalidad, así en Una historia del carisma (2010), John Potts dijo que:
El carisma contemporáneo mantiene, sin embargo, el carácter irreductible que le atribuyó [Max] Weber: conserva una cualidad misteriosa, escurridiza. Los comentaristas de los medios de comunicación describen regularmente el carisma como el factor X. . . . El carácter enigmático del carisma también sugiere una conexión -al menos hasta cierto punto- con las primeras manifestaciones del carisma como don espiritual.: 3 
Además, el dialecto griego koiné hablado en la Antigua Roma empleaba los términos carisma y charismata sin las connotaciones religiosas.

## Desarrollo del concepto
La palabra «charisma» (χάρισμα), aunque es de origen griego, fue muy raramente utilizada en el lenguaje profano y su formación es tardía. En el siglo I la palabra «carisma» era una palabra rara pero su sentido fundamental era fácilmente captado porque se trataba de un neologismo formado por una raíz muy conocida y con un sufijo corriente. En griego «charisma» es un sustantivo derivado del verbo «charizomai» que significa decir o hacer algo agradable, mostrarse gentil o generoso, regalar alguna cosa.  Por lo tanto para un griego era una palabra fácilmente comprensible que significaba en un sentido genérico una cosa dada gentilmente, un regalo y no se presentaba como u término técnico.  
En otros idiomas la situación semántica de la palabra «carisma» es diferente ya que es un término aislado, sin referencia a una familia de palabras. Se trata de un neologismo, con una construcción distinta a la sucedida en la lengua griega; donde al perderse el contexto lingüístico que le ha dado origen debe surgir un sentido técnico, diferenciado del lenguaje corriente, que no es percibido por todos y precisa de una explicación para su comprensión.
El término «carisma» se comienza a utilizar en el lenguaje sociopolítico a partir de los trabajos de Max Weber (1864-1920) en su análisis de la sociología del poder y en su taxonomía de los tipos de poder. Este autor analizó sistemáticamente los procesos de creación humana en el ámbito social y el modo en que surge, perduran en el tiempo, se transforman y se institucionalizan burocrática mente los diferentes tipos de organización social. Identifica en las organizaciones dos tipos de poderes, uno de tipo carismático con características irracionales, opuesto a otro burocrático o tradicional, que denomina racional. Weber entiende por carisma una cualidad considerada extraordinaria atribuida a una persona, por la cual se la considera dotada de fuerza o propiedades sobrenaturales, o al menos excepcionales en algún aspecto específico, que lo revisten de un valor ejemplar y lo colocan en una posición de liderazgo, dado el reconocimiento que recibe. Para Weber, las relaciones sociales y las estructuras organizativas son el sustrato en el cual obran la libertad, la creatividad y la responsabilidad personal y paradójicamente quienes limitan tal creatividad, creando así la posibilidad de enajenación en todas las esferas de las relaciones sociales en una permanente tensión entre elementos limitantes y elementos creadores de las instituciones.

## El término carisma en el campo religioso

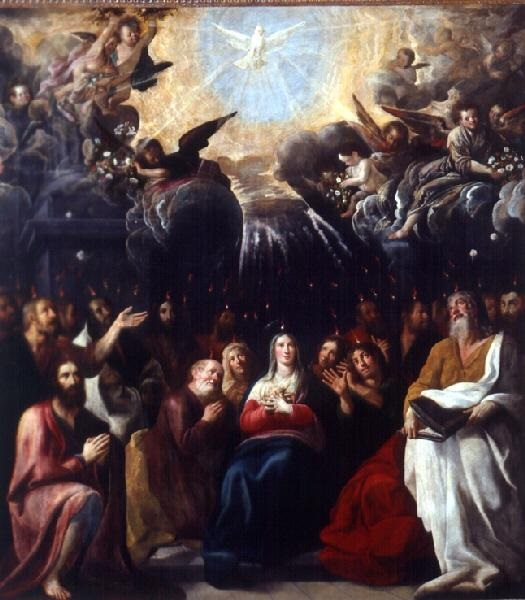
La venida del Espíritu Santo

En religión, particularmente en distintas confesiones cristianas, se denomina carisma a un don o talento, dado por el Espíritu Santo a un creyente para edificar espiritualmente a una comunidad cristiana. Los carismas indican en primer término los dones recibidos gratuitamente de Dios, la gracia divina; en segundo término, señalan las capacidades que estos dones ofrecen para el bien de la comunidad creyente.

### El término carisma en la Biblia
En el Antiguo Testamento se utiliza para indicar favor, benevolencia y raramente gracia, belleza, atractivo. También se utiliza para indicar la superación de la distancia existente entre poderosos y débiles; en raras ocasiones señala la actuación de Dios, pero con el sentido de elegir a alguien sin que él lo merezca.
En el Nuevo Testamento la palabra carisma es utilizada en 17 oportunidades, y en solo una ocasión fuera de las epístolas paulinas (1 P 4, 10). En Pablo el término carisma es utilizado en dos acepciones: a) con el sentido de gracia, indicando el don de la vida que como fuerza arrolladora de la gracia ha venido como regalo de Dios en Jesucristo; b) con el sentido de capacidad gratuita personal, que actúa de forma variada en cada cristiano por el único espíritu. Carisma expresa entonces un don generoso o el efecto de un acto de benevolencia por parte de Dios.  

### El término carisma en los textos del Concilio Vaticano II
En los textos del Concilio Vaticano II la palabra carisma es utilizada 14 veces, para señalar que el Espíritu Santo guía a la Iglesia y le provee y gobierna con diversos dones jerárquicos y carismáticos, distribuye gracias especiales en los bautizados, dones que hacen aptos a los creyentes para construir la Iglesia y que necesitan de un discernimiento apostólico en su ejercicio); la recepción de los carismas genera el derecho y la obligación de ejercitarlos para bien de los hombres y edificación de la Iglesia (Cf. AA 3); siempre buscando la unidad y la comunión (Cf. AG 28). 
Los carismas en los textos del Concilio Vaticano II se utilizan con tres grandes significados: a) los dones con que el Espíritu Santo organiza la Iglesia suscitando los servicios y funciones que la comunidad necesita; b) los caracteres sacramentales recibidos en el bautismo, confirmación y orden sagrado que definen la inserción en la comunidad eclesial y capacitan para sus funciones orgánicas fundamentales; c) los dones que suponen la elección de un estado de vida en respuesta a un llamado vocacional en el matrimonio y en el celibato y a los modos de configurarse las diversas formas de vida.

### Los carismas como fuente de pluralidad en la comunidad cristiana
La pluralidad es necesaria para que exista la unidad, y en las iglesias la multiplicidad es siempre la unidad orgánica de lo diverso fruto de la acción del Espíritu Santo que derrama múltiples y diversos dones y carismas. En la Iglesia Católica la valoración de la acción del Espíritu Santo derramando carismas asociativos entre los miembros ha producido el surgimiento de múltiples experiencias, movimientos y asociaciones. Dentro del cristianismo se reconocen el Movimiento carismático y la Renovación Carismática Católica.

## Aspectos psicológicos
"La persona carismática es entonces sentida como única, diferente... por encima y más allá al mismo tiempo. Y, la paradoja es que será percibida como aún más extraordinaria si es sencilla, cercana a la gente, carente de arrogancia, que ¡Tratará a los demás como iguales! En resumen, una persona carismática actúa sobre los demás en un nivel racional y emocional."
Filosóficamente, el carisma puede describirse como una forma específica de autoridad que se deriva del talento. Sin embargo, la personalidad carismática resulta menos del talento en sí que de la capacidad de fascinar con el propio talento. Brillar frente a los demás implica tener el talento para mostrar tu talento (real o usurpado).
Una autoridad "carismática" es una forma de liderar a las personas ganando ascendencia sobre ellas a través del carisma. En cuanto a la capacidad de algunos para liderar grupos jugando con aspectos emocionales, hablamos de “héroe carismático” o “líder carismático”.
Aunque el carisma ha sido ampliamente discutido en sociología, psicología, política, ciencia, comunicación y otras disciplinas, es una construcción muy esquiva.
Hay varias definiciones de carisma.

## Carisma de personalidad
La base del uso secular moderno proviene del alemán Max Weber. Descubrió el término en la obra de Rudolph Sohm, de 1892  Kirchenrecht  Fue inmediatamente reconocida en Alemania como una obra que hizo época. También estimuló un debate entre Sohm y destacados teólogos y estudiosos de la religión, que duró más de veinte años y estimuló una rica literatura polémica. El debate y la literatura habían hecho de "carisma" un término popular cuando Weber lo usó en "La ética protestante y el espíritu del capitalismo" y en su libro de 1920 la Sociología de la Religión (Aparecido en inglés en 1963 como The Sociology of Religion). Quizás porque asumió que los lectores ya entendían la idea, los primeros escritos de Weber carecían de definición o explicación del concepto. En la colección de sus obras,  Economía y sociedad editada por su esposa, identificó el término como un excelente ejemplo de acción que etiquetó como "racional de valor", en distinción y oposición a la acción que calificó como "Instrumentalmente racional". "  Porque aplicó significados para carisma similares a Sohm, quien había afirmado la naturaleza puramente carismática del cristianismo primitivo., El "carisma" de Weber habría coincidido con el sentido de "carisma conferido divinamente" definido anteriormente en la obra de Sohm.

Weber introdujo el sentido de "carisma de personalidad" cuando aplicó "carisma" para designar una forma de autoridad. Para explicar autoridad carismática desarrolló su definición clásica:
 El carisma es una cierta cualidad de una personalidad individual en virtud de la cual se le distingue de los hombres comunes y se le trata como si estuviera dotada de poderes o cualidades sobrenaturales, sobrehumanos o al menos específicamente excepcionales. Estos como tales no son accesibles para la persona común, pero se consideran de origen divino o ejemplares, y sobre la base de ellos, el individuo en cuestión es tratado como un líder.

Aquí Weber extiende el concepto de carisma más allá de lo sobrenatural a lo sobrehumano e incluso a poderes y cualidades excepcionales. El sociólogo Paul Joosse examinó la famosa definición de Weber y descubrió que:
a través de frases simples pero profundamente trascendentales como "son considerados" y "son tratados", el carisma se convierte en un concepto relacional, atribuible y, por último, propiamente sociológico... Para Weber, el lugar del poder está en el liderado, quien activamente (aunque quizás inconscientemente) enviste a sus líderes con autoridad social.
En otras palabras, Weber indica que son los seguidores quienes atribuyen poderes al individuo, enfatizando que "el reconocimiento por parte de los sujetos a la autoridad" es decisivo para la vigencia del carisma.
Weber murió en 1920 dejando "manuscritos fragmentarios desordenados sin siquiera la guía de un plan o tabla de los contenidos propuestos". Un manuscrito inacabado contenía su definición de "carisma" citada anteriormente. Pasaron más de 25 años hasta que este texto se tradujo al inglés. Con respecto al carisma, generalmente se considera que las formulaciones de Weber revivieron el concepto de su profunda oscuridad teológica. Sin embargo, incluso con las admirables traducciones y prefacios de todas sus obras, muchos estudiosos han encontrado ambiguas las formulaciones de Weber. Durante el último medio siglo han debatido el significado de muchos conceptos weberianos, incluido el significado de "carisma", el papel de los seguidores y el grado del componente sobrenatural. Aunque los sociólogos han sido más activos en la aplicación de las ideas de Weber, los investigadores en gestión y comportamiento organizacional, incluidos John Antonakis y sus colegas, han reavivado el interés en el carisma con respecto a definir el término de manera inequívoca, encontrando formas de manipular experimentalmente el carisma, y estimar los efectos causales del carisma sobre los resultados del desempeño en el ámbito laboral y político. Recientemente, los psicólogos evolucionistas han usado teoría de juegos y el Principio del handicap para estudiar las funciones del liderazgo carismático en la evolución de la cooperación humana.